# Ibrik

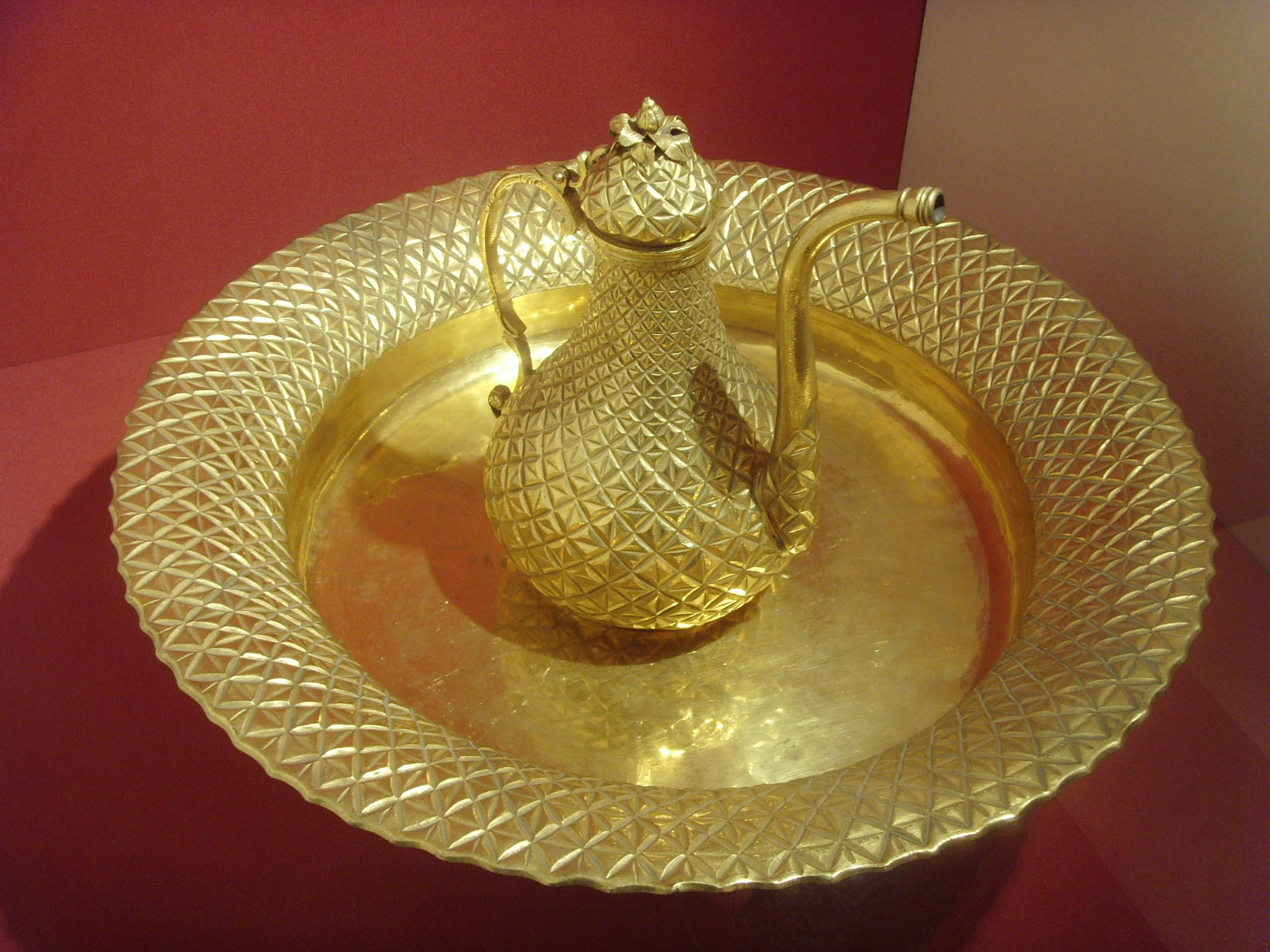

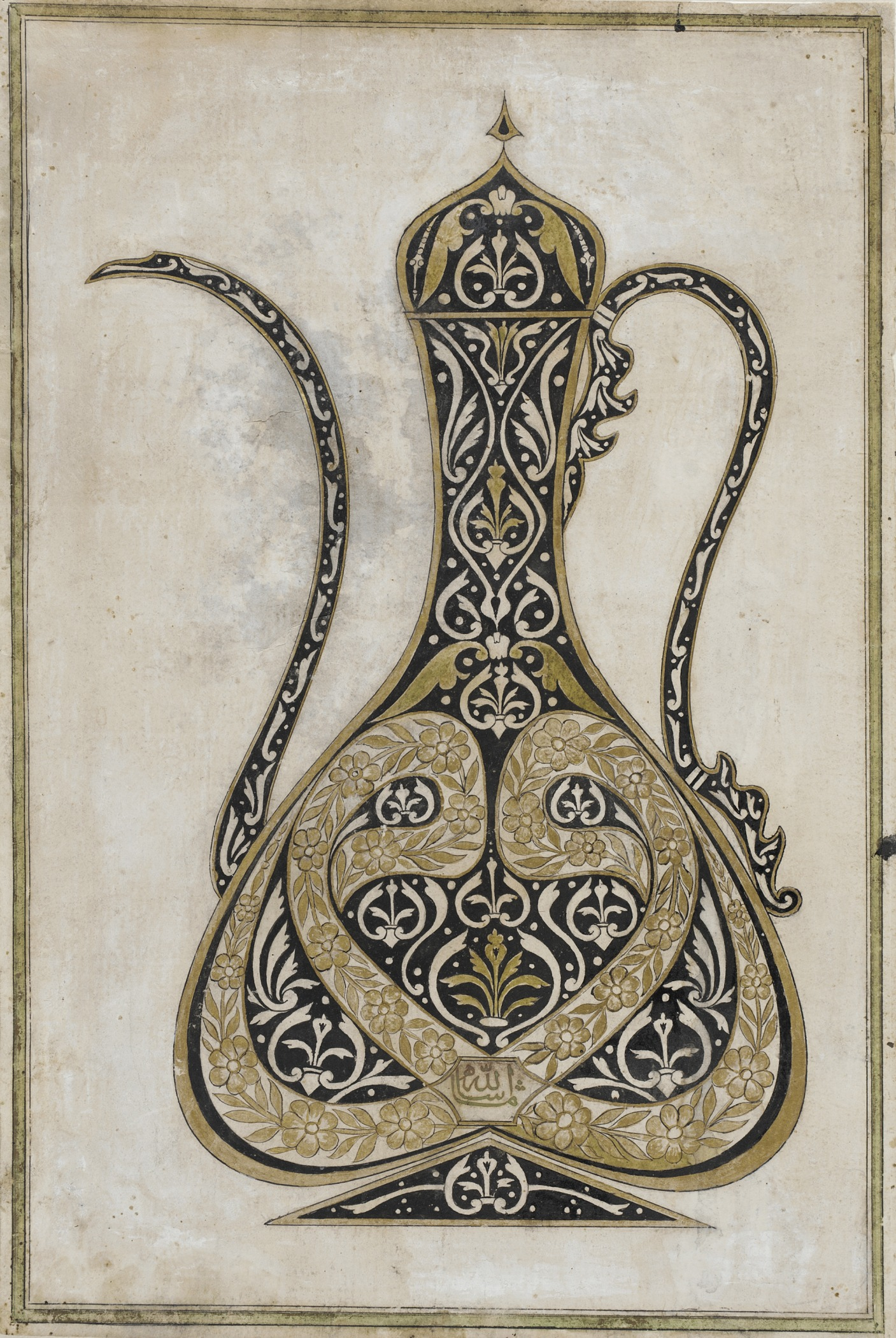

En ibrik är en kanna med en pip som används för att förvara och hälla upp olika typer av vätskor. Trots att det turkiska ordet ibrik (från början ett persiskt ord som kom in i turkiskan via arabiskan) betecknar denna behållare så har termen oftast kommit att förknippas med den turkiska kaffekanna som på turkiska heter cezve.